# Ópusztaszer
Ópusztaszer is een plaats (község) en gemeente in het Hongaarse comitaat Csongrád. Ópusztaszer telt 2290 inwoners (2001).
In Ópusztaszer is het Nationaal Herdenkingspark in Ópusztaszer te vinden. Deze attractie is een openluchtmuseum, museum en herdenkingspark voor de Hongaarse geschiedenis.
Het park is gebouw op een plek waar in de Hongaarse geschiedenis de stamhoofden onder leiding van Árpád bij elkaar kwamen. In het park is ook een groot panoramaschilderij van de schilder Árpád Feszty over de landinname van de Hongaren te zien. Het panorama is 120 meter lang, 15 meter hoog en de doorsnede is 38 meter.
Het panorama was in de Tweede Wereldoorlog beschadigd maar hangt sinds 1995 weer in volle glorie in het park.